# Balmirmer
Balmirmer es una aldea en el área del consejo de Angus, Escocia. Se encuentra a 2 millas (3 km) al noreste de Carnoustie y 4 millas (6 kilómetros) al oeste de Arbroath. La aldea se encuentra ubicada en la granja de West Balmirmer, el lugar de nacimiento (en 1891) de Margaret Fairlie, la primera mujer en ocupar un sillón en la universidad de Escocia.